# Izbiczno
Izbiczno – wieś w Polsce położona w województwie wielkopolskim, w powiecie pleszewskim, w gminie Dobrzyca.

## Historia
Izbiczno zostało założone przez Dobrzyckich herbu Leszczyc, właścicieli miasta i okolic. Pierwszą wzmiankę można znaleźć w protokole z roku 1510 dotyczącego uposażenia dobrzyckiego probostwa. Kolejne informacja pochodzą z ksiąg metrykalnych i datowane są na lata 1605 (o narodzinach Sebastjana Dąb, syna gajowego Marcina i Apolonii w gajówce zwanej Zielony Dąb), 1652 (o Zofii z Izbiczna) i z 1681 (o Krzysztofie z Izbiczna). Przypuszcza się, że nazwa wsi pochodzi od wyrazu izba w pierwotnym znaczeniu, czyli cała chata, a więc Izbica, Izbiczny, Izbicznoto nazwy, które nosiła wieś – miejsce, gdzie stoją chaty. Pierwsze próby osadnictwa w izbicy przeprowadzał już w roku 1602 dziedzic Skoraszewski ze Skoraszewic.
W roku 1677 zapisano w księgach kaliskich (217. f. 241-244), że Izbiczno należy do Leszczyców Dobrzyckich i są tam dwie chałupy. Sześć lat później, w 1683 r. ksiądz Gniński wspomina o Izbicznie, jako o niezamieszkanym i opuszczonym terenie.
W 1717 r. Anna z Radzewskich Dobrzycka (wraz z synami Antonim, Franciszkiem, Ignacym i Józefem) sprzedała Dobrzycę Aleksandrowi Gorzeńskiemu herbu Nałęcz, miecznikowi kaliskiemu, później podczaszemu kaliskiemu a kwotę 106 500 grzywien polskich. Z tej okazji 22 października 1717 r. odbyła się inwentura (księgi kaliskie 79. f. 498-500), w której tak opisano Izbiczno: Wieś Izbiczna, która jest pusta tylko dwie chałupy złe nie zamieszkane stoią. Pola y łąki chrostami pozarastały. Staw także osiecki pusty y zarosły y nie zastawny y drugi zamkoski także nie zastawny y zarosły.
30 sierpnia 1752 roku, Antoni Gorzeński, syn Aleksandra Gorzeńskiego, sprowadził osadników z Prus i rozmieścił ich w Izbicznie, począwszy od miejsca zwanego Bukowy (od drogi do Bud) po leśniczówkę Zielony Dąb. Spis z 1764 r. podaje, ze Izbiczno w tym czasie liczyło 20 osadników, w tym sołtysa, którzy gospodarowali na 29 hubach, 13 morgach i 129 prętach. Kolejny spis, z 1796 r. podaje nazwiska 31 osadników, w tym jednego, pełniącego funkcję nauczyciela. Po zasiedleniu Izbiczna przez Gorzeńskiego rozpoczęła się intensywna gospodarka produkcyjna. Trudno określić narodowość czy wyznanie osiedleńców sprowadzonych przez Gorzeńskiego. Izbiczno w owym czasie zamieszkiwali katolicy i luteranie (zarówno Polacy jak i Niemcy). Praktyki religijne odprawiali w kościele parafialnym w Dobrzycy.
W okresie Wielkiego Księstwa Poznańskiego (1815-1848) miejscowość wzmiankowana jako Izbiczne Olendry należała do wsi większych w ówczesnym pruskim powiecie Krotoszyn w rejencji poznańskiej. Izbiczne Olendry należały do okręgu koźmińskiego tego powiatu i stanowiły część majątku Klonowo, którego właścicielem był wówczas Bandelow. Według spisu urzędowego z 1837 roku wieś liczyła 343 mieszkańców, którzy zamieszkiwali 37 dymów (domostw).
Około 1900 r. cześć Izbiczna (wraz z ruiną gajówki Zielony Dąb) kupił Ludwik Kaczmarek ze Strzyżewa wraz z bratem Antonim. Według ksiąg metrykalnych w początkach roku 1920 mieszkały w Izbicznie tylko 3 polskie rodziny. Jednak na koniec wspomnianego roku sytuacja diametralnie się zmieniła. Część rodzin niemieckich, nie mogąc pogodzić się z niepodległością Polski, wyjechała do Rzeszy, sprzedając swe gospodarstwa Polakom. Obie społeczności żyły obok siebie w zgodzie do 1939 r. Z chwilą wybuchu II wojny światowej Polaków wysiedlono, a ich gospodarstwa przejęli tzw. Schwarzmeerzy.
W styczniu 1945 r. niemieccy gospodarze opuścili wieś, a na ich miejsce przybyli Polacy wypędzeni z kresów wschodnich zagarniętych przez Sowietów.
W latach 1975–1998 miejscowość administracyjnie należała do województwa kaliskiego.
We wsi znajdował się przystanek Izbiczno rozebranego odcinka Krotoszyn – Pleszew Krotoszyńskiej Kolei Dojazdowej. Ruch zlikwidowano 12 stycznia 1986.